# Makk Imre
Makk Imre (Americo Makk) (Pannonhalma, 1927. augusztus 24. – 2015. május 5.) magyar származású Amerikába emigrált festőművész. A New York-i Magyar Művész Egylet tagja, a Külföldi Magyar Képzőművészeti Világszövetség alelnöke volt.

## Életpályája
Szülei Makk Pál és Samoday Katalin voltak. A Pannonhalmi Bencés Főapátságban élt. 1933-ban kezdett el rajzolni. Mire 8 éves lett (1935) a bencés testvérek, akiknél tanult, tovább bátorították a művészet felé. 12 éves volt (1939), amikor a kommunista orosz hadsereg először szállta meg Magyarországot. Ekkor vált megállíthatatlanná a festészet iránti szenvedélye. 1946–1949 között a budapesti Képzőművészeti Főiskola hallgatója volt. 1948-ban meghívást kapott Olaszországba, ahol különböző városokban tanulhatott. Rómában a Képzőművészeti Főiskolán folytatta tanulmányait. 1949-ben Brazíliába emigrált. Brazíliába, São Pauloban a Művészeti Akadémia tanára volt. 1962-ben költözött New York-ba. 1967-ben Honoluluban telepedett le. 1976-tól az Árpád Akadémia tagja volt.
A kormány meghívására a kormányzósági palota részére hivatalos történelmi festőként államfők arcképeit festette. Brazíliai templomok számára számos falképet festett.

## Díjai, kitüntetései
- Magyar Arany Érdemkereszt (2013)[3]